# アララーの竜

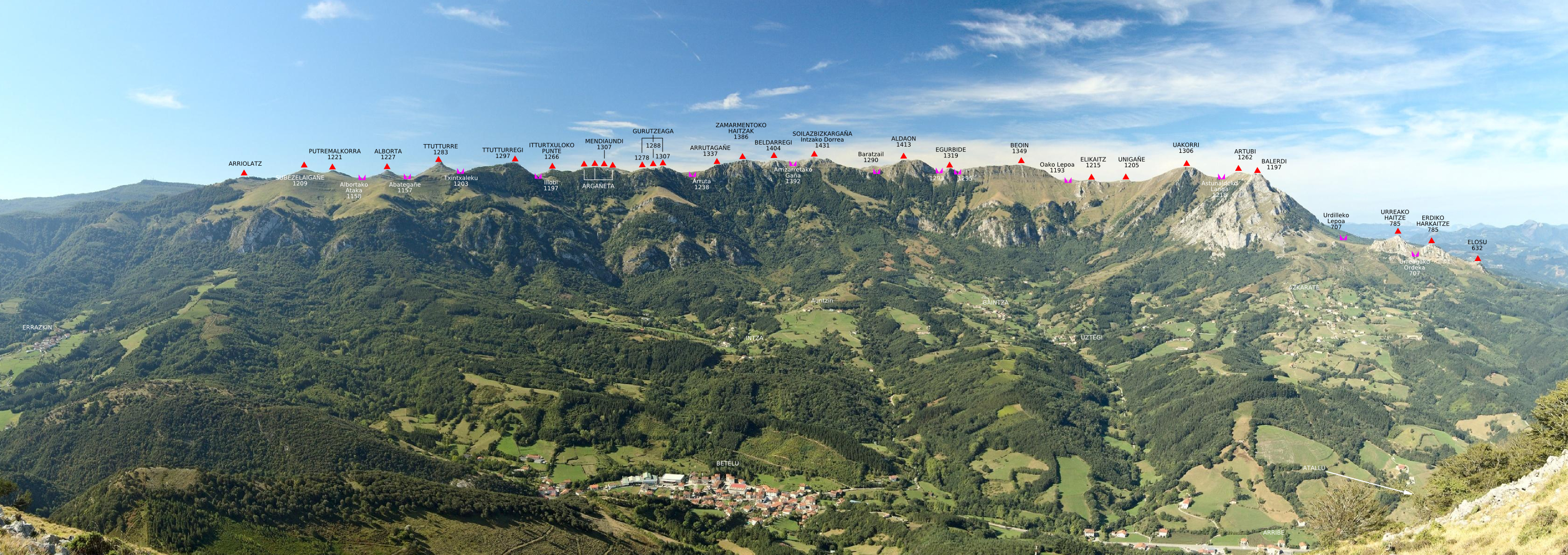
北側から見たアララール山脈

アララーの竜（アララーのりゅう、Dragon of Aralar, Dragon of Aralar）とは、バスク地方に伝わる竜伝承である。アララールの竜とも。ここではアララー山の代表的な竜伝承「アララーの竜」と「サン・ミゲルと竜」の両方の伝承について記述する。なお参考文献を除き「竜」の表記で統一する。

## アララーの竜

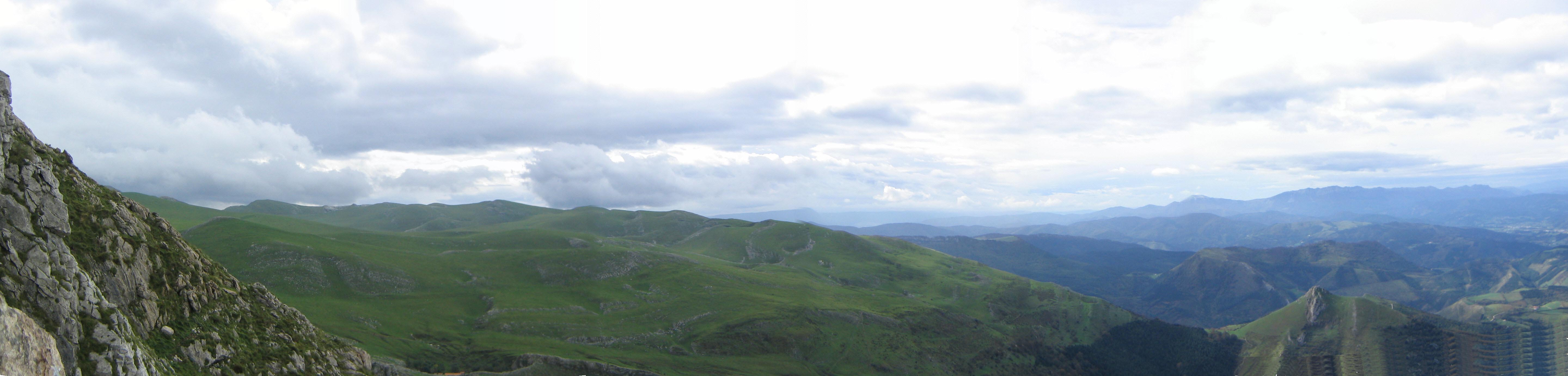
チンドキ山から見たアララール山脈

ある若者が悪魔の捕虜になっていた。彼は、悪魔に従う獣たちに死んだロバの肉を均等に分けていたので、獣たちは彼に感謝し、お礼として魔法の力を与えた。
ある日、魔女と悪魔が集う集会の最中に、魔女が悪魔にその死期を尋ねた。悪魔は自身が死ぬ方法を教え、かつそれが事実上不可能であることを話した。若者は盗み聞きしたその方法を実行すべく、悪魔の住処からこっそり抜け出した。
若者はアララー山地に行き、魔法でライオンに姿を変えた。そして現れた「アララーの竜」と戦ってこれを殺した。切り裂いた竜の体から飛び出した野うさぎは猟犬に変身して殺し、野うさぎの死骸の中から出てきた鳩は鷲に変身して殺した。鳩の死骸を切り裂くと鳩の死骸の中から卵が出てきた。若者は人間の姿に戻り、その卵を悪魔の住処に持って行った。
その時悪魔は魔女が集う中で衰弱しきっており、アララーの竜が死んだことを悟っていた。そこに現れた若者を見て、悪魔は「私も殺されるだろう」と言った。若者が入手したその卵を悪魔の額にぶつけると悪魔が死ぬことを、若者はあの集会でこっそり聞いていたのであった。

## サン・ミゲルと竜

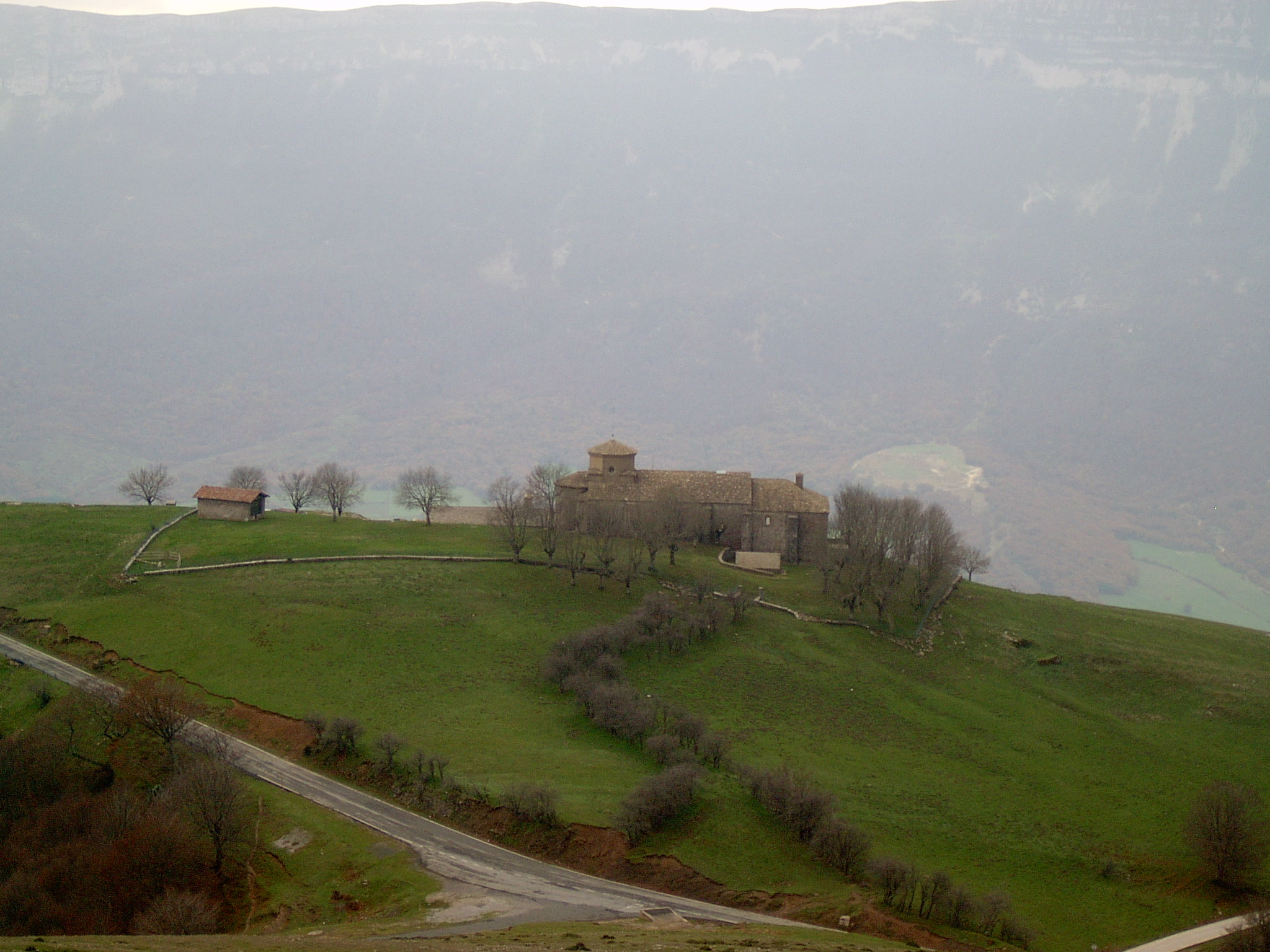
サン・ミゲル教会

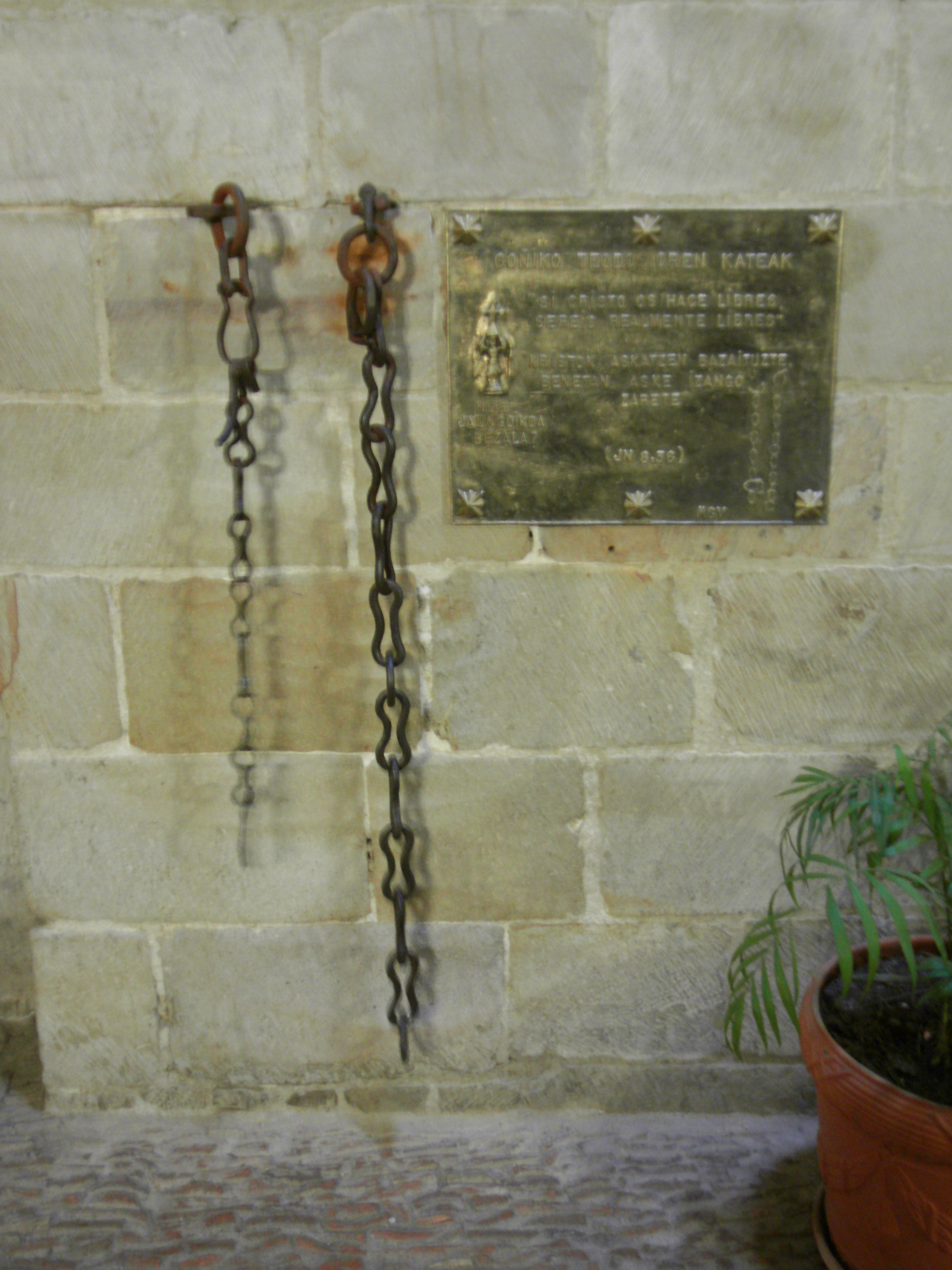
サン・ミゲル教会にある「ゴニ」（鎖）

バスク自治州ギプスコア県Goierri郡アタウンというところにイラウンスゲ（エレンスゲ）が住んでいた。空腹になると村を荒らしまわったので村人の犠牲は増えるばかりだった。そこで毎日竜に生贄を差し出すことになった。若い娘が生贄に当たり竜が待っている洞窟の入り口付近にやって来た。
その頃、騎士のゴニがペンテンシア（贖罪のための苦行）のために、腰から大きな鎖をぶら下げ、鉄の靴が壊れるまで山道を進んでいた。そこに高貴な騎士の姿に化けた悪魔が来て、「大便を擦り込めば靴と鎖を壊せる」と言った。ゴニは助言の通りにしたが、鉄の靴だけが壊れて鎖は壊れず、靴なしで鎖を引きずって歩くこととなった。
ゴニはやがて竜の洞窟の前を通りかかった。そこで生贄となるべく竜を待っていた娘を見つけると、すぐに娘を解放し、自分がそこに留まった。間もなく竜が現れて、ゴニが伸ばしておいた鎖を噛んで飲み込み始めた。両者の距離は次第に縮まり、竜は聖ミカエルに向かって助けを求めた。神がその声を聞いてミカエルに教えると、ミカエルは神を自分の頭上に載せてアララー山へ降りていった。そして剣で竜の首を斬り、ゴニの鎖も断ち切った。ゴニの償いはここで終わった。その後、洞窟にはサン・ミゲル教会が建てられたという。

## 補説

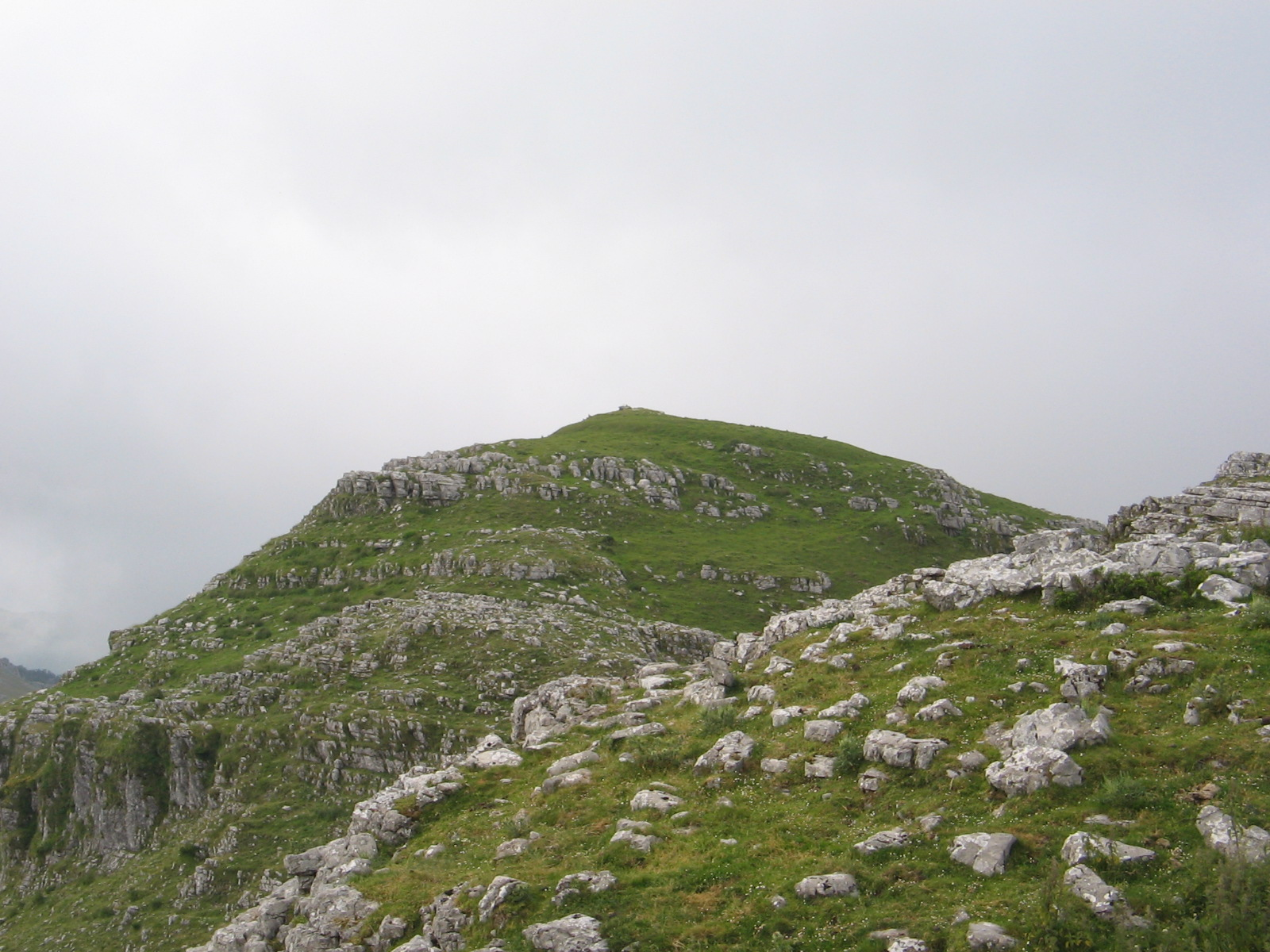
アララル山脈にあるガンボア山

アララルはバスク語で「山脈」を意味する。アララルには魔物が棲んでいるとされている。
スペインの竜伝承では卵が武器になる説話が多い。卵なら何でもいいというわけではなくその卵は小さくて黄身も持たない、特別な卵であるのがふつうである。